# Mesyn
Mesyn (ukrainisch Мезин; russisch Мезин Mesin) ist ein 1551 gegründetes Dorf im Nordosten der ukrainischen Oblast Tschernihiw mit etwa 150 Einwohnern (2024).
Bekannt ist Mesyn für den jungpaläolithischen Lagerplatz (nicht zu verwechseln mit Mézin in Frankreich).

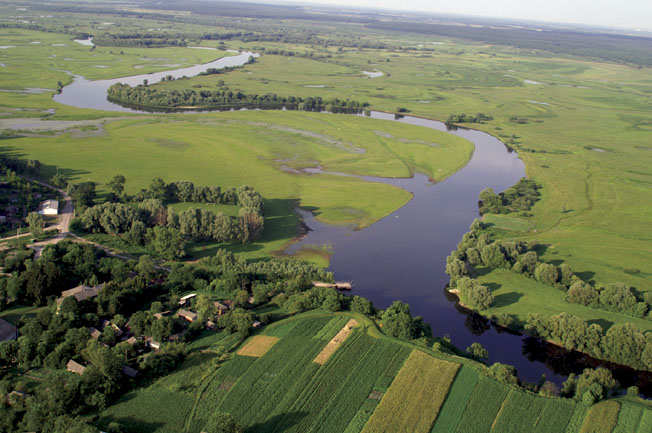
Blick auf den Fluss Desna beim Ort

## Geographie
Mesyn liegt am rechten Ufer der Desna im Rajon Nowhorod-Siwerskyj.
Am 12. Juni 2020 wurde das Dorf ein Teil der neugegründeten Siedlungsgemeinde Ponornyzja, bis dahin bildete es zusammen mit dem Dorf Kuryliwka (Курилівка) die gleichnamige Landratsgemeinde Mesyn (Мезинська сільська рада/Mesynska silska rada) im Nordosten des Rajons Korop.
Am 17. Juli 2020 kam es im Zuge einer großen Rajonsreform zum Anschluss des Rajonsgebietes an den Rajon Nowhorod-Siwerskyj.

## Jungpaläolithischer Fundort
Fedir Wowk fand 1908 in Mesyn die Überreste eingetiefter, runder Winterhütten der Jäger und Sammler mit Fundamenten aus Erde, Mammutknochen und Steinen. Die Dächer wurden durch vermutlich fellbezogene Stangengerüste gebildet. Im Inneren gab es eine Feuerstelle. Wie auch die Mammutknochenhäuser von Meschyritsch, Dobranitschewka und dem Kiew-Kyrill-Wohnplatz (alle Ukraine) stammen die Funde in Mesyn aus der Zeit des osteuropäischen Epigravettiens (entspricht etwa dem Magdalénien Mitteleuropas). Unter den Jagdwildresten befanden sich Belege für 108 Mammuts, 80 Rehe, 56 Pferde, 17 Moschusochsen und 3 Nashörner.
Die Funde bestehen aus Stein- und Knochengeräten, u. a. Bernstein, Muscheln die aus einer Entfernung von etwa 600 km stammen, Nähnadeln mit Öhr aus Elfenbein, offene Armbänder mit Mustern und Schnurlöchern am Ende, Plättchen mit geometrischen Mustern und etwa 20 ornamentbedeckte Figuren von schwer deutbarer Form, die als Vögel, hockende Tiere, Phallen oder stilisierte Frauen mit ausgeprägtem Gesäß gedeutet werden.

### Kunst; Musik
Ein Schulterblatt und zwei Unterkiefer von Mammuten waren flächendeckend mit 1 cm breiten roten Zickzack- und Mäandermustern bedeckt. Bei
genauerer Untersuchung der Knochen fand man Abnutzungsspuren, die auf die Verwendung als Schlaginstrument hinweisen. Daneben wurden andere Musikinstrumente wie Flöten und Pfeifen entdeckt.